# Girondí
Girondí era el nom d'un grup polític moderat i federalista de l'Assemblea Nacional i de la Convenció Nacional franceses, que estava compost per diversos diputats procedents de la Gironda. Pertanyien, majoritàriament, a la burgesia provincial dels grans ports costaners. El seu violent enfrontament amb el grup dels muntanyencs va dominar els primers mesos de la Convenció Nacional.

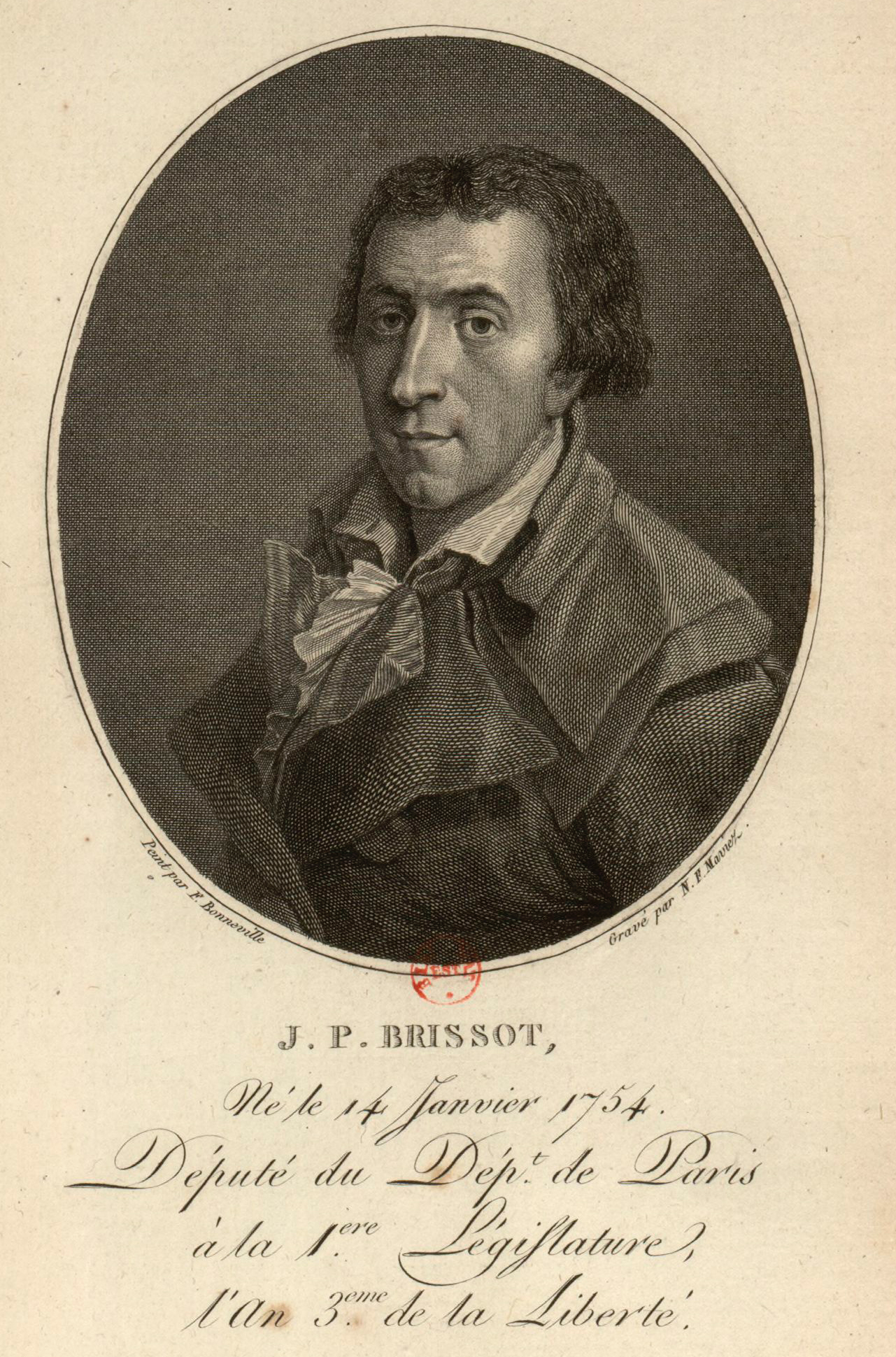
Jacques Pierre Brissot

El grup tenia 175 diputats dels 749 que componien l'Assemblea de la Convenció i van governar durant els anys 1792 i 1793. En la seva majoria, eren membres intel·lectuals de la rica burgesia del món dels negocis.
Coneguts, en aquesta època, com els brissotins o rolandistes, el nom girondí es va popularitzar a principis del segle xix, sobretot a partir de l'obra de Lamartine Histoire des Girondins (Història dels girondins). Els seus membres, en la seva major part adscrits al club dels Jacobins, eren considerats, pels diputats de París dirigits per Robespierre, com els menys radicals de l'Assemblea.
Acusats pels muntanyecs de conspirar contra la unitat de la república, els seus dirigents van ser guillotinats per ordre de Robespierre (1793).

## Membres

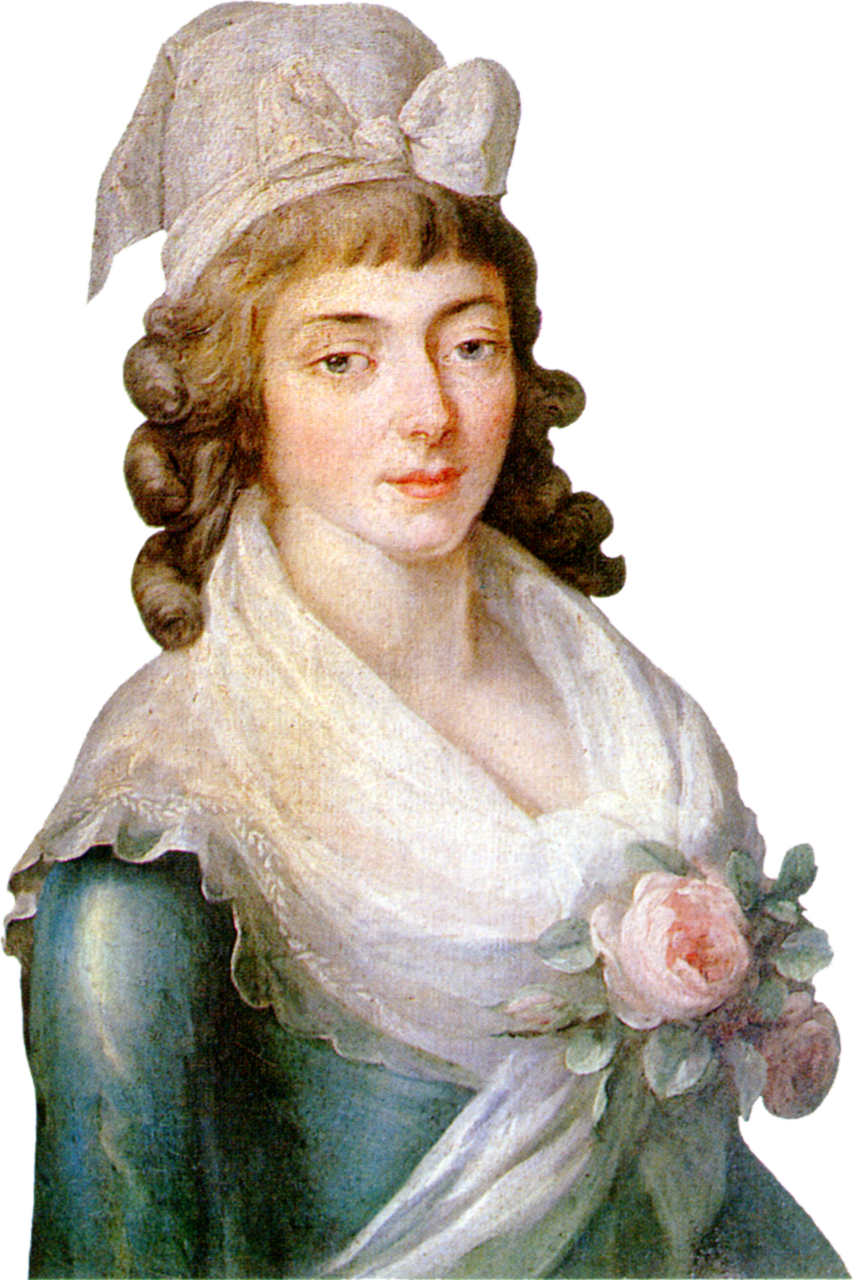
Manon Roland va ser un element cohesiu del partit, oferint el saló de casa seva.

Els girondins van sorgir en les reunions de ciutadans amb inquietuds polítiques al Club dels Jacobins, és per això que se'ls considera una facció dels jacobins. Entre els seus membres hi havia cinc advocats: Pierre Victurnien Vergniaud, Marguerite Élie Guadet, Armand Gensonné, Jean Antoine Laffargue de Grangeneuve i Jean Jay (que a més era pastor protestant); Jean François Ducos era mercader, tots sis van formar part de la Convenció Nacional. Altres membres destacats van ser: el matemàtic Nicolas de Condorcet, el bisbe Claude Fauchet, el teòleg Marc David Lasource, el perfumista Maximin Isnard, el navegant Armand de Kersaint, l'advocat Jérôme Pétion de Villeneuve i l'escriptor Jacques Pierre Brissot. En aparèixer divergències amb altres grups de jacobins, el lloc de trobada per prendre decisions va ser la casa de Madame Roland.

## L'escissió amb els jacobins
El rei va ser sorprès intentant fugir a Varennes la nit del 20 al 21 de juny del 1791. Davant l'opinió pública va quedar com un traïdor i van sorgir reaccions espontànies d'indignació com ara arrencar les insígnies reials d'alguns edificis. L'Assemblea Constituent va decretar que el país esdevindria una monarquia parlamentària en la qual Lluís XVI conservaria el tron. Els republicans encara es van indignar més. Brissot, editor i principal escriptor de Le Patriote français va convocar una recollida de signatures per destituir el rei i crear una república. El 17 de juliol unes 50.000 persones es van aplegar al Camp de Mart de París per signar la petició, però aquests van ser massacrats per un grup de militars comandats per La Fayette. Els muntanyencs, encapçalats per Danton i Desmoulins van replicar llançant pedres als guàrdies. A partir d'aquí van sorgir les primeres discrepàncies entre girondins i muntanyencs: els primers dubtaven quina resolució prendre amb el rei, mentre que els segons tenien clar que calia jutjar-lo públicament.
Els girondins també trenquen relacions amb un altre grup de jacobins, els feuillants, que no volien enfrontaments amb la reialesa.

## Divisió d'opinions sobre l'oportunitat de la guerra
Els girondins estaven a favor de la guerra contra aquells que, a Europa, fomentaven la resistència a les lleis revolucionàries o no mantenien la seva neutralitat davant els emigrants. El 15 de març del 1792, les tesis dels girondins prevalgueren, Lluís XVI va formar un ministeri girondí i va nomenar Dumouriez ministre d'Afers Exteriors, i Roland ministre d'Interior. El 20 d'abril del 1792 es va declarar la guerra a Francesc I d'Àustria. Aquí van sorgir les diferències amb altres faccions dels jacobins que creien que resoldre els problemes interns tenia prioritat sobre la política exterior. L'enfrontament entre Robespierre i Brissot es va agreujar, ja que Robespierre no confiava en els ministres girondins.
El 13 de juny del 1792 el rei va vetar els decrets aprovats i va cessar els ministres girondins. Per pressionar el rei a reconsiderar les seves decisions els girondins proposen fer el 20 de juny una manifestació pacífica davant l'ajuntament de París, en la qual els muntanyencs es van negar a participar, però van preparar la insurrecció del 10 d'agost que instaurava una Comuna insurrecta a París i van demanar la creació d'un nou govern, la Convenció Nacional. Els dos partits es van enfrontar, l'un contra l'altre, abans que es produís l'obertura de la Convenció Nacional.

## El duel girondí-muntanyesos en la Convenció
En la Convenció Nacional, els girondins, majoritàriament diputats provincials, van ser instal·lats a la dreta, i els altres jacobins, vint diputats de París i d'altres, van ser instal·lats a l'esquerra. Els girondins dominaven l'Assemblea i, immediatament, van començar a atacar la Comuna de París i els muntanyencs, als quals consideraven responsables de les massacres del 2 de setembre. Marat en va ser el primer implicat. Encara que van ser acusats de federalistes, els girondins es van aprofitar de la favorable evolució de la situació militar (victòria de Jemappes, 6 de novembre del 1792) per a rellançar la Convenció girondina. No obstant això, durant el procés de Lluís XVI, els girondins, que s'oposaven a la seva condemna, van ser considerats poc republicans. La situació militar va patir un canvi (derrota de Neerwinden, 18 de març del 1793), traïció d'un d'ells, Dumouriez (5 d'abril del 1793), i la seva oposició contra la institució d'un Tribunal revolucionari, els va comprometre definitivament.

## Abril-maig del1793
Entre l'abril i el maig del 1793 es va produir l'enfrontament definitiu entre girondins i jacobins. Aquest va començar quan els girondins van decretar l'arrest de Jean-Paul Marat en la Convenció Nacional (13 d'abril del 1793), però Marat va ser absolt pel Tribunal Criminal Extraordinari i va recuperar, triomfant, l'Assemblea (24 d'abril del 1793). Insatisfet amb la seva absolució Bertrand Barère, que era membre del Comitè de Salvació Pública, va proposar a la Comuna crear la Comissió dels Dotze (18 de maig), per investigar detingudament les actuacions dels passats mesos i aturar i arrestar qualsevol complot. El dia 20 es van escollir els membres i la Comissió dels Dotze va quedar establerta, la majoria d'ells eren girondins. Aquests van començar a investigar les actes de les 48 seccions de la zona de París i van concloure que calia arrestar Hébert, president substitut de la Comuna de París, i Jean Varlet. El dia 25 alguns representants de la Comuna van exigir l'alliberament dels arrestats i el president, que llavors era Enri Isnard, va amenaçar amb aniquilar la ciutat. Aquest comentari desafortunat d'Isnard va fer mobilitzar molts parisencs, això va portar que el 31 de maig la Comissió dels Dotze quedés dissolta i que fessin dimitir alguns membres dels girondins.
Amb aquestes dimissions els muntanyesos van aconseguir l'acceptació del poble de París i la majoria a la Convenció, enfortida pel suport de 36 seccions. La Comuna va organitzar els motins del 31 de maig i del 2 de juny del 1793 que demanaven la proscripció dels girondins. La Convenció Nacional, bloquejada pels insurrectes dirigits per Hanriot, cap de la guàrdia nacional, va votar per l'arrest de vint diputats girondins i dos ministres.Alguns com Marguerite Élie Guadet i Jerome Pétion, es van negar a evadir-se i van intentar revoltar la província de Caen sense aconseguir-ho. Aquests fets coincidien amb l'assassinat de Marat per part de Charlotte Corday.

## Repercussions
El cop assestat contra l'elit girondina federalista de la Convenció repercutí al sud del país: Lió, Bordeus, Marsella…, a partir de juny del 1793, es va produir la veritable secessió, que va provocar la revolta de les províncies en defensa del federalisme. La rebel·lió va ser sufocada ràpidament i induí al suïcidi als seus dirigents (Pétion, Clavière, Roland).
Els 21 girondins que no es van evadir (Brissot, Vergniaud, Gensonné, Viger, Lasource, etc.) van ser jutjats pel Tribunal Revolucionari (24-30 d'octubre del 1793). Tots van ser condemnats a mort i guillotinats el 31 d'octubre del 1793.
Alguns fugitius (Isnard, Lanjuinais) van poder reintegrar-se en la Convenció Nacional després del 27 de juliol del 1794.